# Комбарель

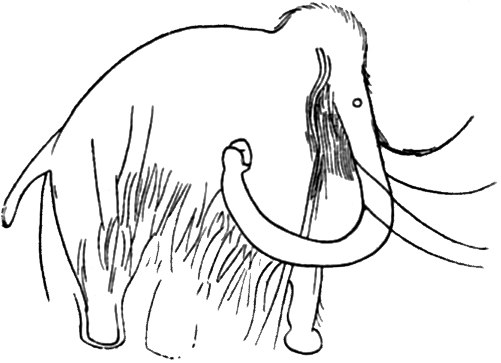
Рисунок мамонта в пещере Комбарель

Комбаре́ль, Грот-де-Комбарель (фр. grotte des Combarelles) — пещера на территории французской коммуны Ле-Эзи-де-Таяк-Сирёй в департаменте Дордонь. Длина пещеры 237 м. На стенах пещеры в 1901 году обнаружено более 400 зооморфных (олени, львы, мамонты, лошади и др.) и антропоморфных изображений, выполненных в основном гравировкой. В пещере изучена также стоянка эпохи верхнего палеолита.
В этом же городке расположен грот Кро-Маньон, где впервые были обнаружены останки кроманьонцев (Homo sapiens sapiens), и пещера Фон-де-Гом с полихромными росписями мадленской эпохи.